# CR400BF
CR400BF — один из двух реализованных проектов скоростного поезда Китая для эксплуатации на скоростях до 350 км/ч, созданный в рамках железнодорожного проекта «Возрождение».

## Проект «Возрождение»
Проект «Возрождение» был сформулирован в 2012 году для создания национальной системы железнодорожного транспорта, независимого от импортируемых технологий и деталей. Задачей стала полная замена системы железнодорожного транспорта (проектирования и строительства поездов, систем управления, путей сообщения) на китайскую. В рамках этого проекта были разработаны разные серии поездов, для эксплуатации на разных скоростях. Первыми были созданы высокоскоростные поезда серии CR400 в двух модификациях: CR400AF и CR400BF. Модификации разрабатывались и тестировались одновременно. Также как и все поезда проекта имеют сходные характеристики и системы управления, позволяющие персоналу управлять разными модификациями без переобучения.

## История
В течение более 10 лет китайские инженеры во время реализации проекта «Гармония» сотрудничали с представителями Alstom, Siemens, Bombardier, Kawasaki, Hitachi, что позволило самостоятельно разработать полностью независимый китайский проект «Возрождение».
Техническое задание было сформулировано в декабре 2013 года. Разработка проекта была завершена в сентябре 2014 года.
В июне 2015 первые 2 поезда покинули цех.
В июле 2015 были проведены тесты на скоростях до 160 км/ч.
В октябре 2015 были проведены тесты на скоростях до 250 км/ч.
С октября по ноябрь 2015 были проведены тесты на скоростях от 200 до 370 км/ч.
С сентября 2015 по май 2016 поезд проходил ходовые испытания. В июле 2016 года были проведены испытания на скорости 420 км/ч. Для завершения тестирования поезда проверялись в разных режимах, тестировочный пробег каждого поезда составил 600 000 км.
15 августа 2016 года был совершен первый рейс сцепленным составом CR400BF+CR400AF под номером G8041 с пассажирами из Даляня в Шеньян. 3 января 2017 года получен государственный сертификат и разрешение на массовое производства новых поездов. 27 июля 2017 года был совершен первый регулярный рейс с пассажирами из Пекина. 23 сентября 2017 года начата коммерческая эксплуатация.

## Производство
Поезда модификации CR400BF разработаны на заводе CRRC Changchun Railway Vehicle Co., Ltd.
Официально массовое производство было запущено в мае 2017 года. По состоянию на январь 2020 года произведено 254 составов CR400BF, в том числе 144 оригинальных, 55 в конфигурации CR400BF-A, 14 в конфигурации CR400BF-B, 4 в конфигурации CR400BF-С, 35 в конфигурации CR400BF-G, 1 в конфигурации CR400BF-E, 1 в конфигурации CR400BF-J.

## Характеристики

### Конструкция
Вагоны в поездах серии CR400 выше и шире, чем в предыдущих поколениях. Энергопотребление ниже до 17 %, а воздушное сопротивление сокращено на 7-12 %.
Поезда имеют конфигурацию — 4 моторных вагона и 4 буксируемых, и могут быть сгруппированы в составы длиной 4, 8, 12, 16 вагонов.
Поезда CR400 могут эксплуатироваться при температурах от −40 до +40 градусов.
Предполагаемый срок службы поезда выше эксплуатируемых поездов класса СRH380 на 50 % и составляет 30 лет.

### Безопасность
По сравнению с поездами проекта «Гармония» в CR400BF количество датчиков, собирающих информацию о состоянии поезда и окружающего пространство увеличено на четверть и составляет 2500 штук. Для системы была разработана специальная политика безопасности, в соответствии с которой поезд без участия человека по совокупности данных сенсоров принять решение о снижении скорости или полной остановки.
Кроме систем активной безопасности реализованы также меры пассивной безопасности, в том числе конструкционные решения, предохраняющие головной вагон от опрокидывания во время столкновения. Также корпус головного вагона разработан по технологии многоступенчатой абсорбции энергии, по аналогии с использующимися в легковых автомобилях решениями. Такие решения позволяют поезду выдерживать столкновения на низких скоростях с тяжелыми объектами и на средних скоростях с объектами массой до 15 тонн.

### Интерьер
Стандартно, поезда представлены в трехклассной компоновке. Кресла вращаются, чтобы пассажир всегда сидел по ходу поезда. В вагонах есть традиционный и европейский туалеты. 
- Салон бизнес-класса
- Салон первого класса
- Салон второго класса
- Вагон-ресторан
- Салон бизнес-класса (CR400BF-Z)
- Салон бизнес-класса (CR400BF-Z)
- Салон первого класса (CR400BF-Z)
- Салон второго класса (CR400BF-Z)

## Конфигурации

### CR400BF
Базовый вариант состава из 8 вагонов, длина составляет 230,85 м. Вместимость — 576 человек. Эксплуатируется также вариант со спальными вагонами вместимостью 231 человек. На линии в аэропорт Пекин-Дасин используется вариант на 392 пассажиров.

### CR400BF-A
Вариант состава из 16 вагонов. Используется на железных дорогах Китая с июня 2018 года. Длина — 414 м, вместимость — 1193 человека.

### CR400BF-B
Вариант состава из 17 вагонов. Общая длина состава — 439,9 метров, вместимость — 1283 чел. Впервые запущен в эксплуатацию 5 января 2019 года. Количество вагонов ограничено стандартной длиной платформы для высокоскоростных поездов в Китае в 450 метров и размерами депо.

### CR400BF-С
Обновленный состав линейки. Улучшены системы управления, поезд сертифицирован для использования в зонах пониженных температур. Модель создана специально для Олимпийских игр 2022 года. В оформлении используется зимняя и олимпийская тематика. Поезд оборудован системой автоматического управления температурой, освещением, затемнением окон. Интерьер улучшен, вагоны оборудованы увеличенными экранами для онлайн-трансляции соревнований, выделено дополнительное место для спортивной экипировки, для журналистов, и помещение для сбора допинг-проб. Поезда используются на трассе Пекин — Чжанцзякоу с момента ее открытия 30 декабря 2019 года.

### CR400BF-E
В 2020 разрабатывается и тестируется новый, 16-вагонный плацкартный поезд вместимостью 880 человек. Поезд повышенной устойчивости предназначен для эксплуатации на горных участках.

### CR400BF-S
Двухэтажный вариант высокоскоростного поезда, созданный для удовлетворения потребностей возросшего пассажиропотока на маршруте Пекин — Шанхай. Планируется 16 вагонов. Высота состава — 4500 мм, в сентябре 2020 идут испытания.

### CR400BF-G
Усиленный вариант для эксплуатации в пустынных районах и сильными ветрами и высокогорных районах. Производство начато в мае 2019 года.

## Эксплуатация

### Рекорды
На железной дороге Чжэнчжоу — Сюйчжоу 15 июля 2016 года был установлен мировой рекорд скорости при движении по рядом расположенным рельсам на встречных направлениях. Каждый из поездов, и CR400AF и CR400BF двигался со скоростью 420 км/ч. Скорость сближения составила 840 км/ч.
Впервые в мире в 2020 году в поезде CR400BF-С на трассе Пекин — Чжанцзякоу применен полный автопилот на скоростях до 350 км/ч.